# 2732 Witt
2732 Witt è un asteroide della fascia principale. Scoperto nel 1926, presenta un'orbita caratterizzata da un semiasse maggiore pari a 2,758943 UA e da un'eccentricità di 0,024882, inclinata di 6,497544° rispetto all'eclittica. Ha un diametro di 11,001 km, un periodo di rotazione di 12,622 ore e un'albedo di 0,305.
È il primo e principale membro della famiglia di asteroidi Witt.
L'asteroide è dedicato all'astronomo tedesco Carl Gustav Witt.